# 松山八社八幡
松山八社八幡（まつやまはっしゃはちまん）とは、愛媛県松山市内にある八幡神社の中から国司が選び出した八社をいう。
延久5年（1073年）国司伊予守源頼義の命により、河野親経が定めた神社。
記録には「伊予太陽寺社故郷世諺集曰く、河野家家譜に延久五年国司伊予守源頼義の命により八ケ所八幡，四九ケ所の薬師堂を建立せり。」とある。
※八社の内訳は時の国司（城主）によって多少変遷しており、下記に示すは幕末以降のもの。

## 松山八社八幡一覧
| 番号 | 社名     | 現在名         | 所在地                   |
| ---- | -------- | -------------- | ------------------------ |
| 一番 | 湯月八幡 | 伊佐爾波神社   | 愛媛県松山市桜谷町173    |
| 二番 | 桑原八幡 | 桑原八幡神社   | 愛媛県松山市畑寺町440－2 |
| 三番 | 日尾八幡 | 日尾八幡神社   | 愛媛県松山市鷹子町894    |
| 四番 | 正八幡   | 雄郡神社       | 愛媛県松山市小栗3丁目421 |
| 五番 | 日招八幡 | 日招八幡大神社 | 愛媛県松山市保免中1-1-18 |
| 六番 | 山崎八幡 | 朝日八幡神社   | 愛媛県松山市南江戸5-12-1 |
| 七番 | 帰熊八幡 | 還熊八幡神社   | 愛媛県松山市山越3-3-2    |
| 八番 | 勝山八幡 | 阿沼美神社内   | 愛媛県松山市味酒町3-1-1  |

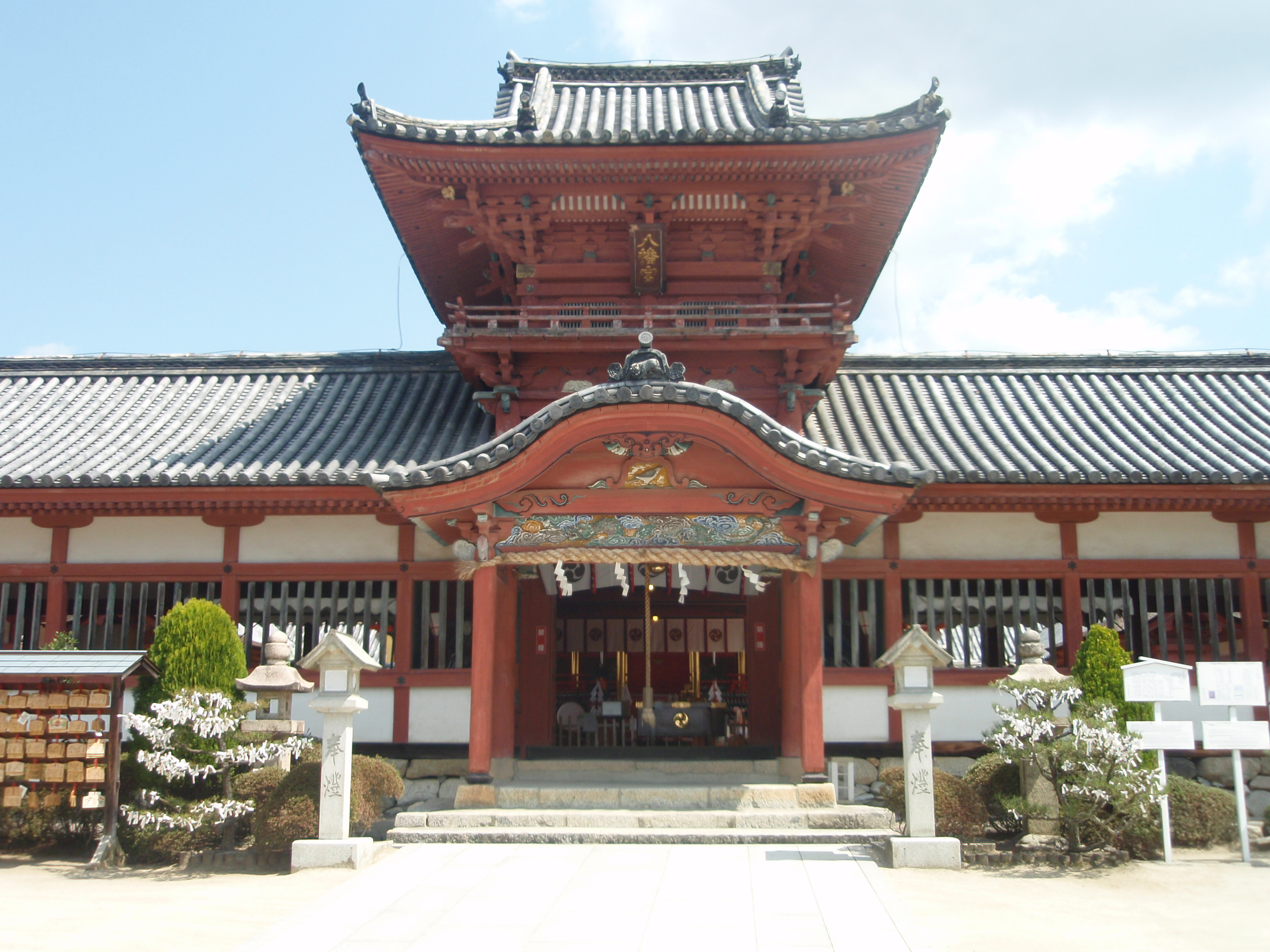
伊佐爾波神社
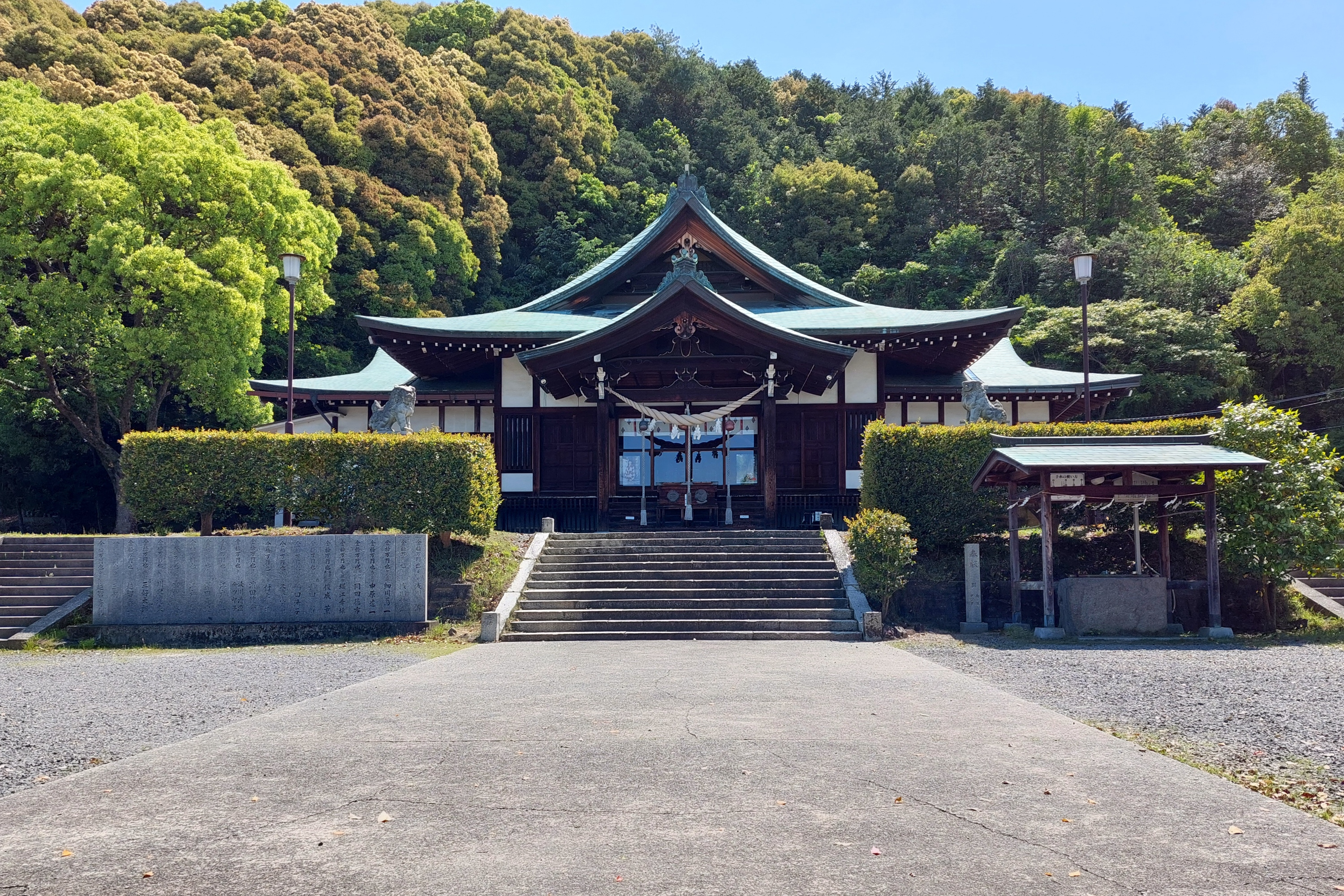
桑原八幡神社
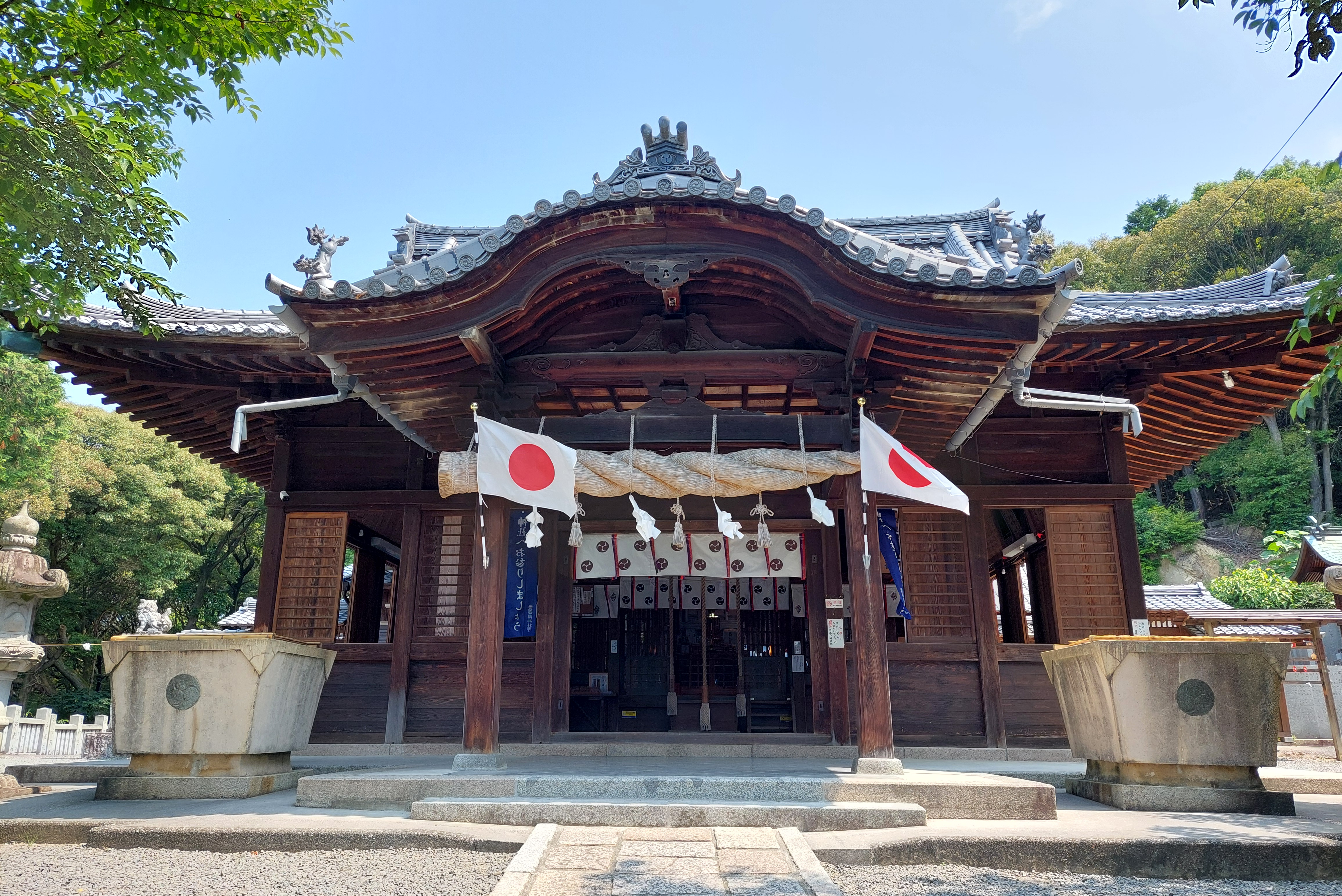
日尾八幡神社
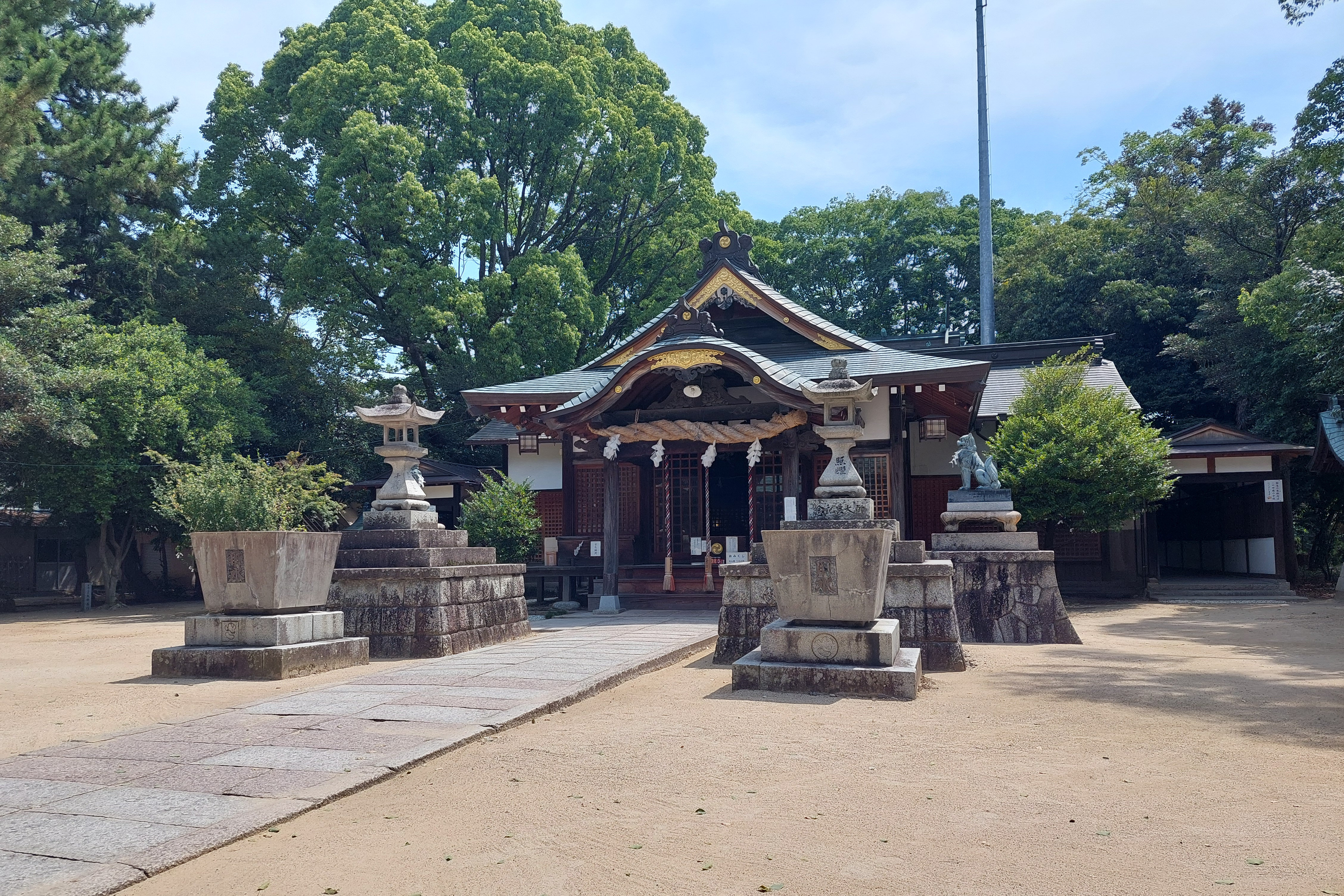
雄郡神社
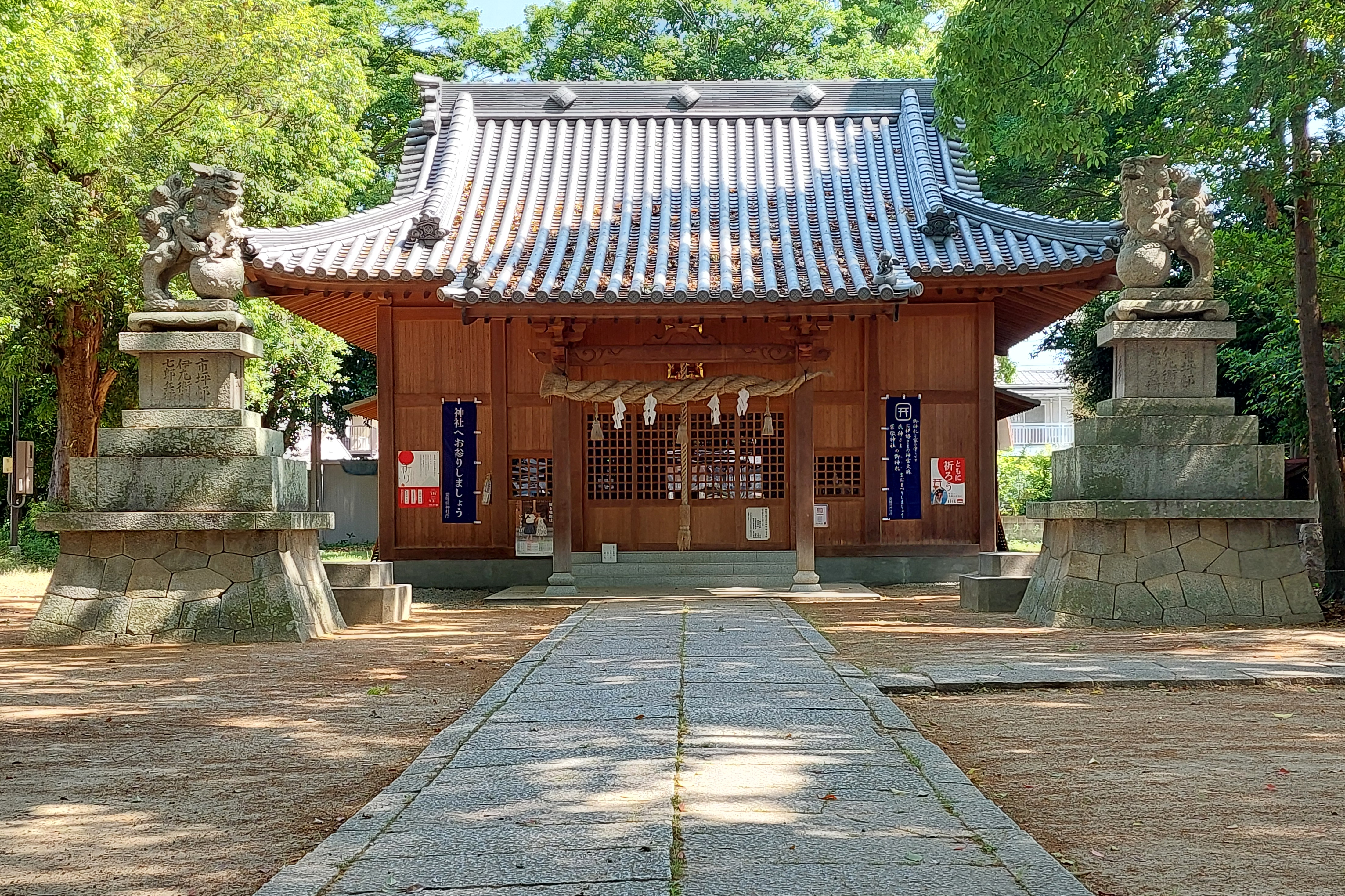
日招八幡大神社
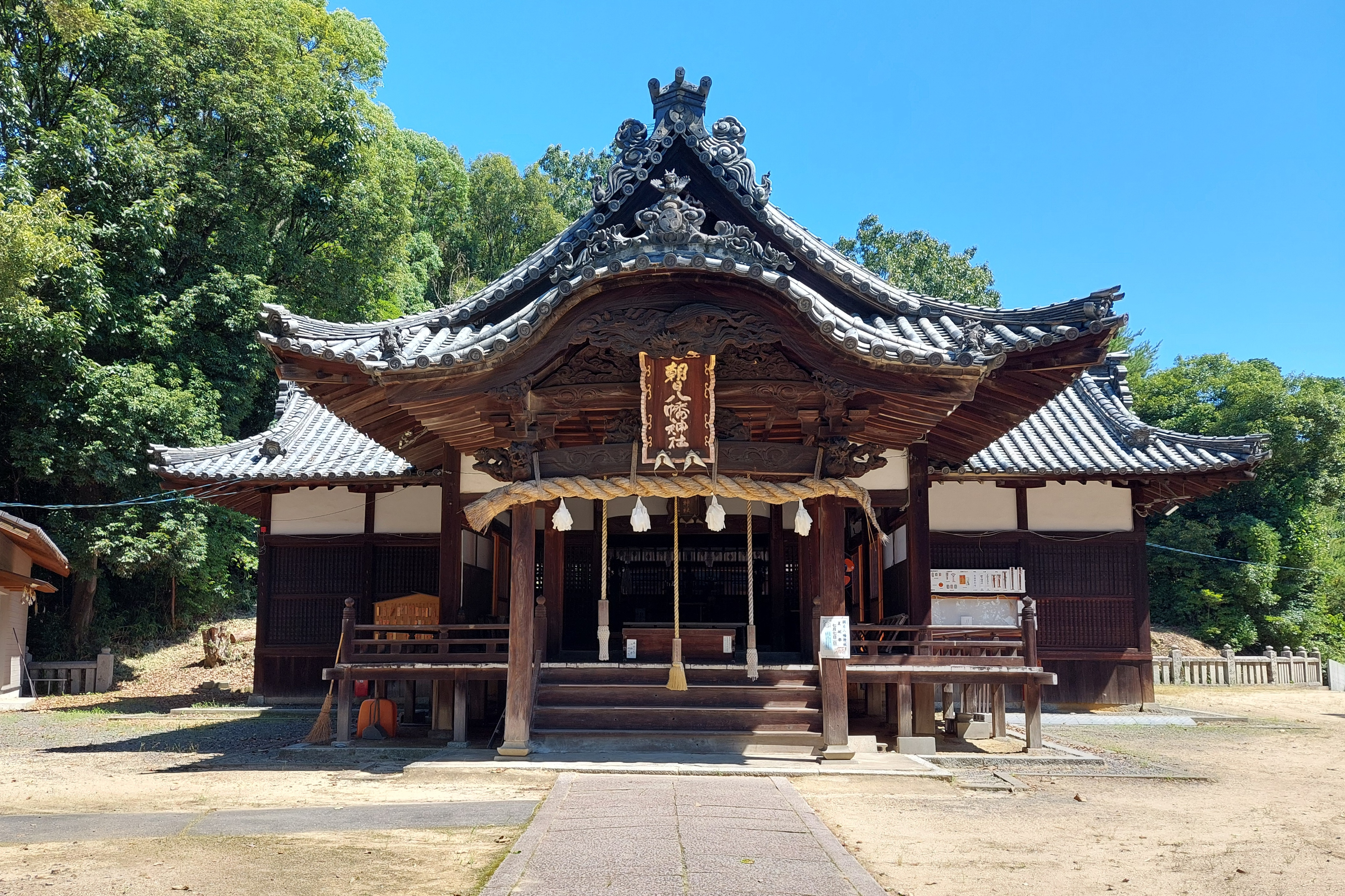
朝日八幡神社
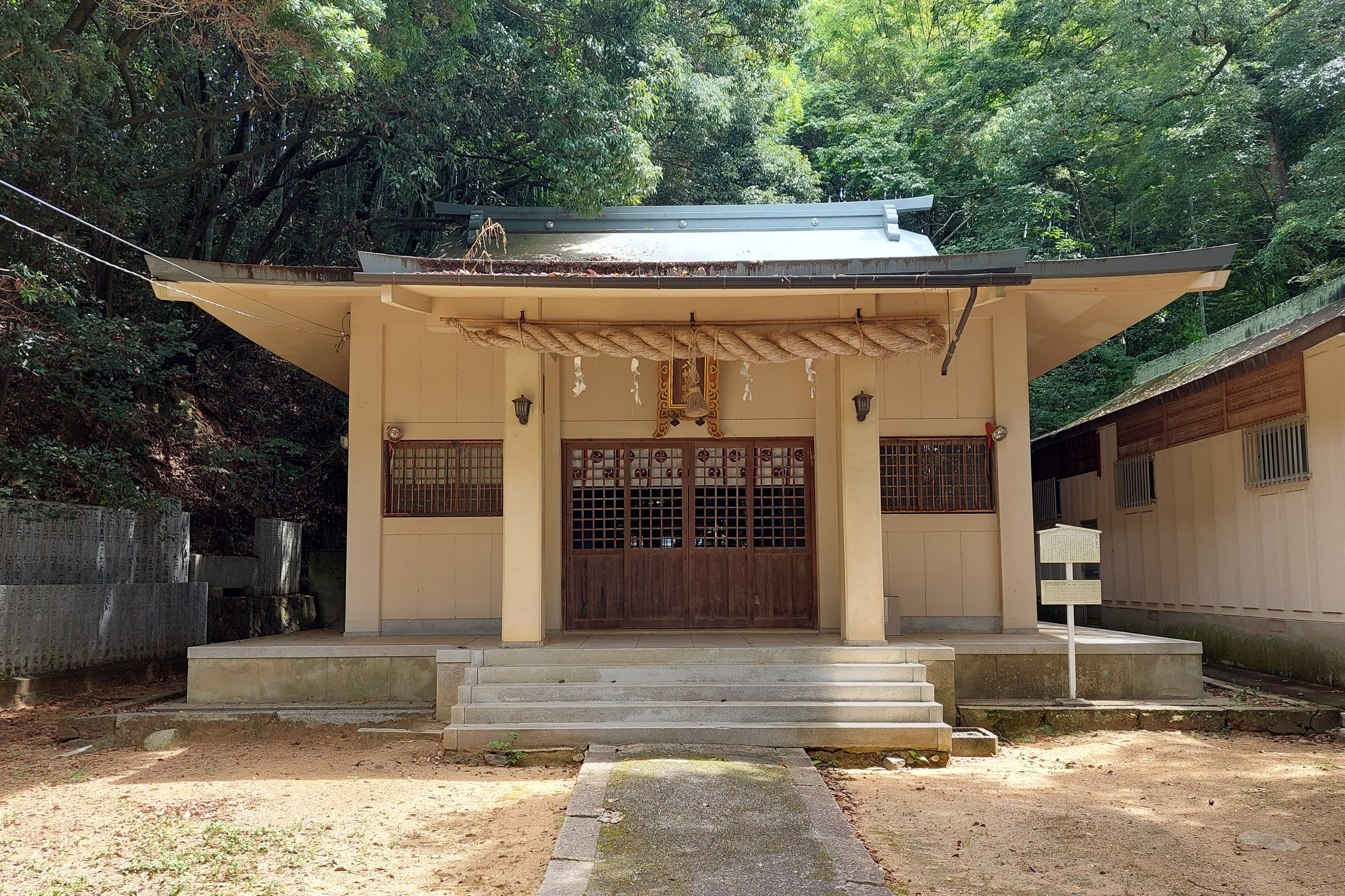
還熊八幡神社
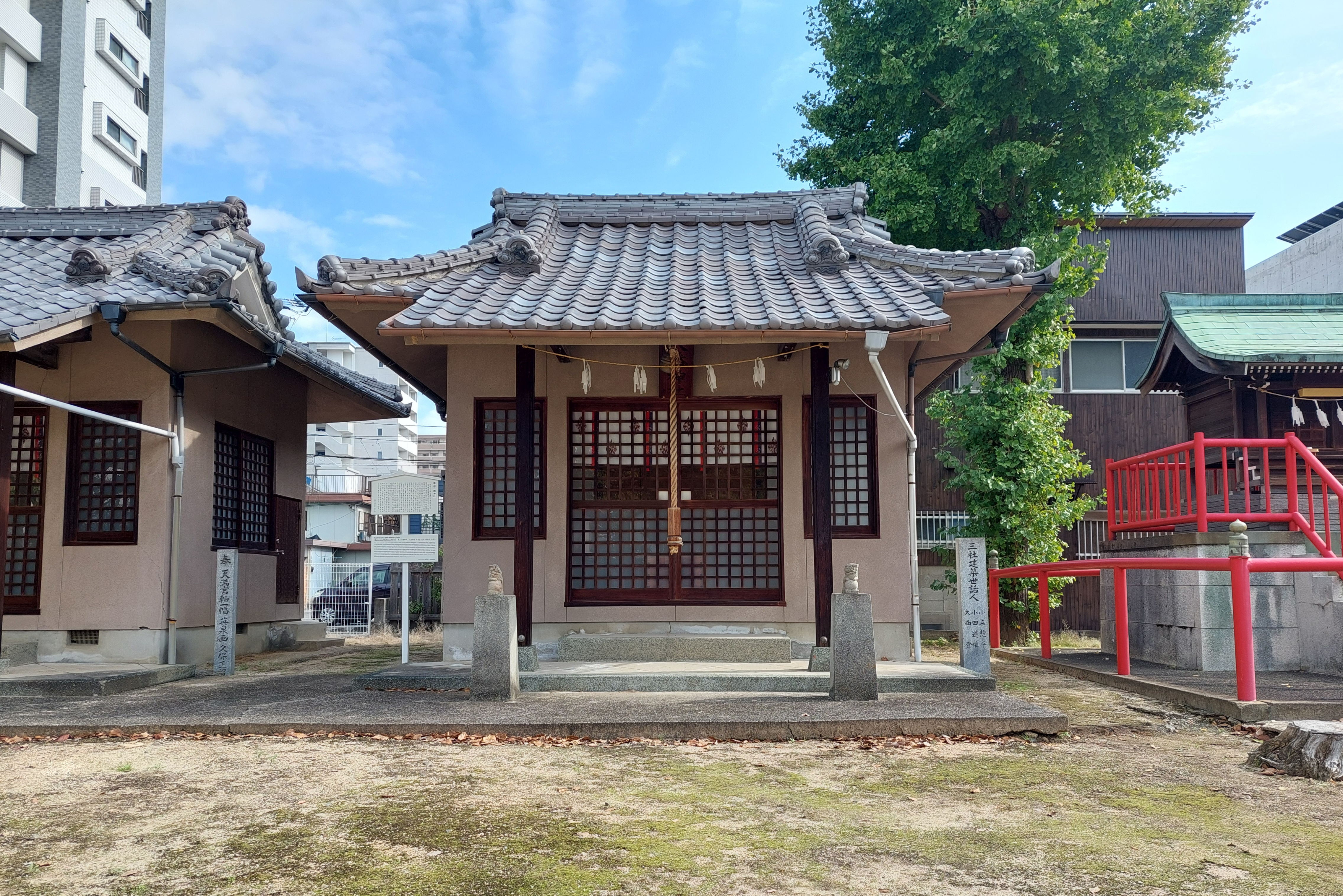
勝山八幡神社